# Teatro Astra
Il Teatro Astra è una struttura teatrale di Vicenza realizzata tra il 1934 e il 1936 e di proprietà comunale.

## Storia
Il teatro fa parte del complesso della Casa del Balilla (poi, dal 1937, GIL) realizzato a Vicenza tra il dicembre 1934 e l'aprile 1936 su progetto dello studio padovano degli architetti Francesco Mansutti e Gino Miozzo.
Ristrutturato nel 1986, ospita da allora, in convenzione con il Comune di Vicenza, l'attività di produzione e il progetto artistico del teatro Stabile di Innovazione La Piccionaia, con la produzione di teatro ragazzi e prosa e la progettazione di stagioni che vedono avvicendarci gli artisti più significativi della scena italiana e internazionale, con un'attenzione specifica per la ricerca e le giovani compagnie emergenti.
Con le stagioni serali Le Piccole Trasgressioni e Astrazioni prima, Gusti Astrali e Niente Storie poi, e, negli ultimi anni, Fatti di Vita, Siamo Umani e Terrestri, il teatro si è distinto come un luogo dalla vocazione al contemporaneo, che affronta temi di impegno civile e sociale e punta sulla sperimentazione e l'innovazione dei linguaggi.
L'Astra è sede della prima tappa di selezione per il triveneto del Premio Scenario e del Premio Scenario Infanzia, due tra i più importanti riconoscimenti nazionali del settore.
Accanto alla vocazione per il contemporaneo, il Teatro Astra coltiva l'attenzione per le giovani generazioni con proposte specifiche che, grazie a spettacoli in matinée e la domenica pomeriggio, lo rendono punto di riferimento per le scuole e le famiglie di Vicenza e provincia. Uno spazio d'elezione per l'infanzia e l'adolescenza, anche grazie alle ricerca artistica condotta da Carlo Presotto e Ketti Grunchi.
Nel periodo estivo, il teatro allestisce inoltre l'arena estiva, offrendo una programmazione di spettacoli à tout public.
Il Teatro Astra ha una sala di 404 posti e si caratterizza per la sua ottima acustica e visibilità.
Nel novembre 2010 l'alluvione che colpisce la città non risparmia neanche il teatro. L'acqua danneggia i camerini negli interrati, la centrale termica, gli uffici e gli archivi, la zona sotto la hall di ingresso, le scale e i corridoi, risparmiando fortunatamente la sala. Nonostante l'evento, la stagione teatrale è partita regolarmente il 27 novembre 2010 con lo spettacolo Albero senza ombra di César Brie. I danni alla struttura sono stati calcolati in 330 000 euro, ai quali si sono aggiunti i costi per la sostituzione delle poltroncine, fortemente danneggiate dall'umidità.
Nel 2014 la convenzione con il Comune di Vicenza che assegna la gestione del Teatro a La Piccionaia è stata rinnovata per altri tre anni.